# Осташово (Костромская область)
Осташово — деревня в Чухломском муниципальном районе Костромской области. Входит в состав Петровского сельского поселения

## География
Находится в северной части Костромской области на расстоянии приблизительно 23 км на восток-юго-восток по прямой от города Чухлома, административного центра района.

## История
В 1872 году здесь было учтено 12 дворов, в 1907 году —14.

## Достопримечательности
В деревне находится один из лучших деревянных домов России, "Лесной терем" в усадьбе Асташово, построенный в конце XIX века местным крестьянином Мартьяном Сазоновым. Ныне дом отреставрирован и используется как гостиница.

## Население
Постоянное население составляло 61 человек (1872 год), 12 (1897), 14 (1907), 6 в 2002 году (русские 100 %), 0 в 2022.